# Масловка (приток Ноли)
Масловка, Кишкинка — река в России, протекает в Чухломском районе Костромской области. Устье реки находится в 70 км по правому берегу реки Ноля. Длина реки составляет 14 км. 
Исток реки севернее нежилой деревни Усольцево в 17 км к северо-западу от Чухломы. Река течёт на юг и юго-запад по ненаселённой местности.  Впадает в Нолю выше села Шиханово.

## Данные водного реестра
По данным государственного водного реестра России относится к Верхневолжскому бассейновому округу, водохозяйственный участок реки — Кострома от истока до водомерного поста у деревни Исады, речной подбассейн реки — Волга ниже Рыбинского водохранилища до впадения Оки. Речной бассейн реки — (Верхняя) Волга до Куйбышевского водохранилища (без бассейна Оки).
По данным геоинформационной системы водохозяйственного районирования территории РФ, подготовленной Федеральным агентством водных ресурсов:
- Код водного объекта в государственном водном реестре — 08010300112110000012212
- Код по гидрологической изученности (ГИ) — 110001221
- Код бассейна — 08.01.03.001
- Номер тома по ГИ — 10
- Выпуск по ГИ — 0